# الحقد الأبيض (مسلسل)
الحقد الأبيض مسلسل سوري من إنتاج عام 1998. قصة وسيناريو وحوار: دياب عيد، وإخراج: سالم الكردي، إنتاج: شركة قارة للإنتاج والتوزيع الفني.

## قصة المسلسل
يحكي المسلسل قصة صراع بين الحب والحقد بين (سامر الزهار) حاتم علي و(نوار) يارا صبري، في أحداث مشوقة لينتصر الحب لكن بعد فوات الأوان.

## فريق العمل
تصوير: فايز عبد الحكيم
إضاءة: أحمد الحموي
صوت: رضا بيطار
مكياج: فاتن داوود
مونتاج: محمد الحميد
موسيقى تصويرية: محمد بوزيد هباش

## بطولة
- حاتم علي
- رضوان عقيلي
- يارا صبري
- واحة الراهب
- صباح عبيد
- أحمد مللي
- أحمد الحداد
- ريم عبد العزيز
- أسامة السيد يوسف
- غسان مكانسي
- فراس نعنع
- خليل حداد
- جيهان عبد العظيم
- مها المصري
- ماكدة مورة
- عارف الطويل
- عبير شمس الدين
- ثراء دبسي
- عارف الطويل
- مروان إدلبي
- نذير دقاق
- رضوان سالم
- نظمي عبد العزيز
- مروان غريواتي
- غسان دهبي
- هوري بصمة جيان
- محمد طحاوي
- أديل برشيني
- ياسين عدس
- سليمان عطايا
- طلال بدوي
- أحمد الحموي
- لانا الزين
- جمال عبد الحكيم
- خلوق قصير الزيل
- منال الحفني
- عبد الكريم غميض
- سونيا بيير